# Piotr Parzyszek
Piotr Parzyszek (* 8. September 1993 in Toruń) ist ein polnischer Fußballspieler. Er besitzt neben der polnischen auch die niederländische Staatsbürgerschaft.

## Karriere
Der in den Niederlanden aufgewachsene Parzyszek hatte in verschiedenen niederländischen Jugendmannschaften gespielt, bevor er 2007 in die Jugendabteilung des VBV De Graafschap Doetinchem kam. Am 10. August 2012 debütierte er beim Heimspiel gegen Excelsior Rotterdam in der ersten Mannschaft. Binnen kurzer Zeit erspielte er sich einen Stammplatz und erzielte in seiner ersten Profisaison zehn Tore in 28 Ligaspielen in der niederländischen Eerste Divisie. In der Hinrunde der Saison 2013/14 markierte er in 20 Spielen 16 Treffer und wurde in der Winterpause vom Londoner Klub Charlton Athletic verpflichtet. Am 8. Februar 2014 debütierte er im Heimspiel gegen Birmingham City in der Football League Championship, der zweithöchsten englischen Spielklasse. Allerdings blieb das sein einziger Einsatz in der Saison 2013/14. Zur Saison 2014/15 wurde er an den belgischen Zweitligisten VV St. Truiden ausgeliehen. In 31 Ligaspielen erzielte er zwölf Tore und war am Aufstieg des VV St. Truiden beteiligt. Zur Saison 2015/16 wurde er für ein Jahr an den dänischen Erstligisten Randers FC ausgeliehen. Hier erzielte er in acht Ligaspielen ein Tor und kehrte schon bald zu Charlton Athletic zurück.
Nachdem Parzyszek um Auflösung seines Vertrages gebeten hatte, wechselte er im Februar 2016 in die Eredivisie zu seinem ehemaligen Arbeitgeber VBV De Graafschap Doetinchem zurück. Er erzielte in neun Ligaspielen zwei Tore und stieg mit seinem Team aber als 17. in die Eerste Divisie ab. In der Saison 2016/17 erzielte er in 38 Ligaspielen für De Graafschap 25 Tore.
Zur Saison 2017/18 wurde er von PEC Zwolle verpflichtet; er unterschrieb einen Dreijahresvertrag bei der Mannschaft aus der Eredivisie. Doch schon ein Jahr später schloss er sich Piast Gliwice in seiner Heimat Polen an.